# جائزة ألمانيا الكبرى للدراجات النارية 1956
جائزة ألمانيا الكبرى للدراجات النارية 1956 هو سباق دراجات نارية أقيم بتاريخ 21–22 يوليو 1956. كان الجولة الرابعة من أصل 6 في سباق الجائزة الكبرى للدراجات النارية موسم 1956. فاز الأيرلندي ريج آرمسترونغ بفئة 500 سي سي بينما جاء الإيطالي أمبرتو ماسيتي في المركز الثاني وحصل على المركز الثالث الفرنسي بيير مونيريه.

## وصلات خارجية
- الموقع الرسمي